# Halwell and Moreleigh
Halwell and Moreleigh is een civil parish in het bestuurlijke gebied South Hams, in het Engelse graafschap Devon met 446 inwoners. De civil parish werd gevormd in 1988 door de fusie van de plaatsen en voormalige afzonderlijke civil parishes Halwell en Moreleigh. De dorpen liggen minder dan een kilometer van mekaar.
Abbots Bickington
· Abbotsham
· Abbotskerswell
· All Saints
· Alverdiscott
· Alwington
· Arlington
· Ashburton
· Ashcombe
· Ashford
· Ashprington
· Ashreigney
· Ashton
· Ashwater
· Atherington
· Aveton Gifford
· Awliscombe
· Axminster
· Axmouth
· Aylesbeare
· Bampton
· Barnstaple
· Beaford
· Beaworthy
· Beer
· Belstone
· Bere Ferrers
· Berry Pomeroy
· Berrynarbor
· Bickington
· Bickleigh
· Bickleigh
· Bicton
· Bideford
· Bigbury
· Bishop's Nympton
· Bishop's Tawton
· Bishopsteignton
· Bittadon
· Black Torrington
· Blackawton
· Bondleigh
· Bovey Tracey
· Bow
· Bradford
· Bradninch
· Bradstone
· Bradworthy
· Brampford Speke
· Branscombe
· Bratton Clovelly
· Bratton Fleming
· Braunton
· Brayford
· Brendon
· Brentor
· Bridestowe
· Bridestowe and Sourton Common
· Bridford
· Bridgerule
· Brixham
· Brixton
· Broad Clyst
· Broadhembury
· Broadhempston
· Broadwoodkelly
· Broadwoodwidger
· Brushford
· Buckerell
· Buckfastleigh
· Buckland-Tout-Saints
· Buckland Brewer
· Buckland Filleigh
· Buckland in the Moor
· Buckland Monachorum
· Budleigh Salterton
· Bulkworthy
· Burlescombe
· Burrington
· Butterleigh
· Cadbury
· Cadeleigh
· Chagford
· Challacombe
· Chardstock
· Charleton
· Chawleigh
· Cheriton Bishop
· Cheriton Fitzpaine
· Chittlehamholt
· Chittlehampton
· Chivelstone
· Christow
· Chudleigh
· Chulmleigh
· Churchstow
· Clannaborough
· Clawton
· Clayhanger
· Clayhidon
· Clovelly
· Clyst Honiton
· Clyst Hydon
· Clyst St. George
· Clyst St. Lawrence
· Clyst St Mary
· Coffinswell
· Colaton Raleigh
· Coldridge
· Colebrooke
· Colyton
· Combe Martin
· Combe Raleigh
· Combpyne Rousdon
· Cookbury
· Copplestone
· Cornwood
· Cornworthy
· Coryton
· Cotleigh
· Countisbury
· Crediton
· Crediton Hamlets
· Cruwys Morchard
· Cullompton
· Culmstock
· Dalwood
· Dartington
· Dartmoor Forest
· Dartmouth
· Dawlish
· Dean Prior
· Denbury and Torbryan
· Diptford
· Dittisham
· Doddiscombsleigh
· Dolton
· Dowland
· Down St. Mary
· Drewsteignton
· Dunchideock
· Dunkeswell
· Dunsford
· Dunterton
· East Allington
· East and West Buckland
· East Anstey
· East Budleigh
· East Down
· East Portlemouth
· East Putford
· East Worlington
· Eggesford
· Ermington
· Exbourne
· Exminster
· Exmouth
· Farringdon
· Farway
· Feniton
· Filleigh
· Fremington
· Frithelstock
· Frogmore and Sherford
· George Nympton
· Georgeham
· Germansweek
· Gidleigh
· Gittisham
· Goodleigh
· Great Torrington
· Gulworthy
· Haccombe with Combe
· Halberton
· Halwell and Moreleigh
· Halwill
· Harberton
· Harford
· Hartland
· Hatherleigh
· Hawkchurch
· Heanton Punchardon
· Hemyock
· Hennock
· High Bickington
· Highampton
· Hittisleigh
· Hockworthy
· Holbeton
· Holcombe Burnell
· Holcombe Rogus
· Hollacombe
· Holne
· Holsworthy
· Holsworthy Hamlets
· Honiton
· Horrabridge
· Horwood, Lovacott and Newton Tracey
· Huish
· Huntsham
· Huntshaw
· Huxham
· Iddesleigh
· Ide
· Ideford
· Ilfracombe
· Ilsington
· Instow
· Inwardleigh
· Ipplepen
· Ivybridge
· Jacobstowe
· Kelly
· Kenn
· Kennerleigh
· Kentisbeare
· Kentisbury
· Kenton
· Kilmington
· King's Nympton
· Kingsbridge
· Kingskerswell
· Kingsteignton
· Kingston
· Kingswear
· Knowstone
· Lamerton
· Landcross
· Landkey
· Langtree
· Lapford
· Lewtrenchard
· Lifton
· Little Torrington
· Littleham
· Littlehempston
· Loddiswell
· Loxbeare
· Loxhore
· Luffincott
· Luppitt
· Lustleigh
· Lydford
· Lympstone
· Lynton and Lynmouth
· Malborough
· Mamhead
· Manaton
· Mariansleigh
· Marldon
· Martinhoe
· Marwood
· Mary Tavy
· Marystow
· Meavy
· Meeth
· Membury
· Merton
· Meshaw
· Milton Abbot
· Milton Damerel
· Modbury
· Molland
· Monkleigh
· Monkokehampton
· Monkton
· Morchard Bishop
· Morebath
· Moretonhampstead
· Mortehoe
· Musbury
· Nether Exe
· Newton Abbot
· Newton and Noss
· Newton Poppleford and Harpford
· Newton St. Cyres
· Newton St. Petrock
· North Bovey
· North Huish
· North Molton
· North Tawton
· Northam
· Northcott
· Northleigh
· Northlew
· Nymet Rowland
· Oakford
· Offwell
· Okehampton
· Okehampton Hamlets
· Otterton
· Ottery St Mary
· Pancrasweek
· Parkham
· Parracombe
· Payhembury
· Peter Tavy
· Peters Marland
· Petrockstow
· Pilton West
· Plymtree
· Poltimore
· Poughill
· Powderham
· Puddington
· Pyworthy
· Queen's Nympton
· Rackenford
· Rattery
· Rewe
· Ringmore
· Roborough
· Rockbeare
· Romansleigh
· Rose Ash
· Salcombe
· Sampford Courtenay
· Sampford Peverell
· Sampford Spiney
· Sandford
· Satterleigh and Warkleigh
· Seaton
· Shaldon
· Shaugh Prior
· Shebbear
· Sheepstor
· Sheepwash
· Sheldon
· Shillingford St. George
· Shirwell
· Shobrooke
· Shute
· Sidmouth
· Silverton
· Slapton
· Sourton
· South Brent
· South Huish
· South Milton
· South Molton
· South Pool
· South Tawton
· Southleigh
· Sowton
· Sparkwell
· Spreyton
· St. Giles in the Wood
· St. Giles on the Heath
· Starcross
· Staverton
· Sticklepath
· Stockland
· Stockleigh English
· Stockleigh Pomeroy
· Stoke Canon
· Stoke Fleming
· Stoke Gabriel
· Stoke Rivers
· Stokeinteignhead
· Stokenham
· Stoodleigh
· Stowford
· Strete
· Sutcombe
· Swimbridge
· Sydenham Damerel
· Talaton
· Tavistock
· Tawstock
· Tedburn St. Mary
· Teigngrace
· Teignmouth
· Templeton
· Tetcott
· Thelbridge
· Thornbury
· Thorverton
· Throwleigh
· Thrushelton
· Thurlestone
· Tiverton
· Totnes
· Trentishoe
· Trusham
· Twitchen
· Uffculme
· Ugborough
· Uplowman
· Uplyme
· Upottery
· Upton Hellions
· Virginstow
· Walkhampton
· Washfield
· Washford Pyne
· Weare Giffard
· Welcombe
· Wembury
· Wembworthy
· West Alvington
· West Anstey
· West Buckfastleigh
· West Down
· West Ogwell
· West Putford
· Westleigh
· Whimple
· Whitchurch
· Whitestone
· Widecombe-in-the-Moor
· Widworthy
· Willand
· Winkleigh
· Witheridge
· Woodbury
· Woodland
· Woodleigh
· Woolfardisworthy
· Woolfardisworthy
· Yarcombe
· Yarnscombe
· Yealmpton
· Zeal Monachorum